# 1750

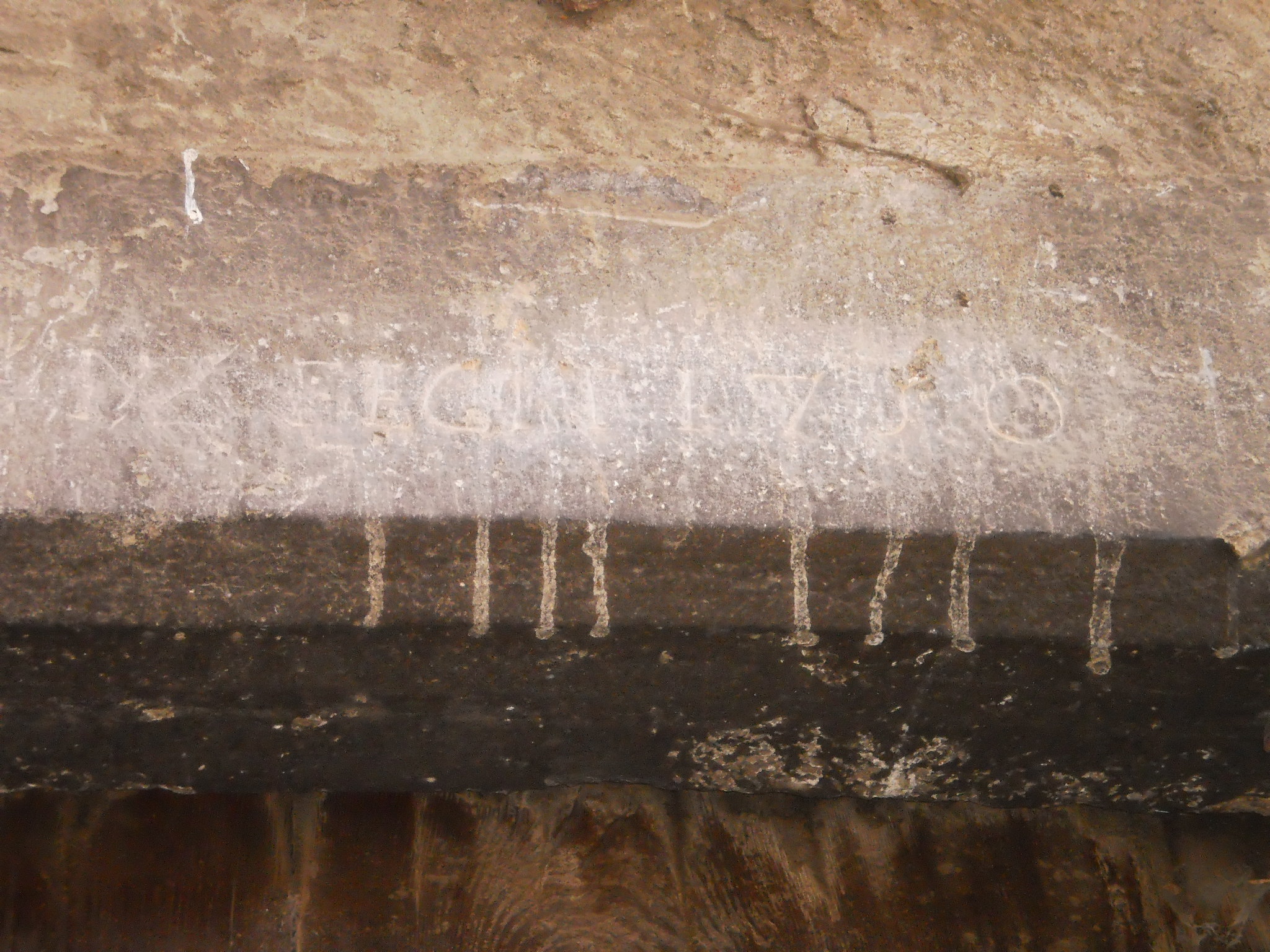
Llinda d'una casa de la Pobla de Lillet

## Esdeveniments
Països Catalans
Resta del món
- 13 de gener - Madrid: Espanya i Portugal signen el Tractat hispanoportuguès de Madrid de 1750 en el que es van definir els límits de les seves respectives colònies a Amèrica del Sud. En aquest es van amplia els límits de Portugal.

- Fundació del Col·legi Lestonnac l'Ensenyança

## Naixements
Països Catalans
- 10 d'agost - Sabadell: Fèlix Amat de Palou i Pont, escriptor, filòsof, lexicògraf i teòleg jansenista català de la Il·lustració.

Resta del món
- 9 de març - Motril, Granadaː Maria Antonia Vallejo Fernández, la Caramba, cançonetista, cantaora i bailaora de flamenc (m. 1787).[1]
- 16 de març - Hannover, Alemanya: Caroline Herschel, astrònoma d'origen alemany nacionalitzada britànica (m. 1848).[2]
- 13 de maig - 
  - Bèrgam: Lorenzo Mascheroni, matemàtic italià (m. 1800).[3]
  - Londres: Sophia Lee, novel·lista, dramaturga i educadora anglesa (m. 1824).[4]
- 1 de juliol - Pequín (Xina): Heshen, oficial de la Cort de l'emperador Qianlong (m. 1799).[5]
- 18 d'agost - Legnago: Antonio Salieri, compositor italià.[6]
- Bèrgam: Jacopo David, cantant.
- Aaron ben Meir de Brest

## Necrològiques
Països Catalans
Resta del món
- 28 de juliol - Leipzig (Saxònia, Alemanya): Johann Sebastian Bach, compositor alemany.[6]
- 12 d'agost - Amsterdam: Rachel Ruysch, artista neerlandesa que s'especialitzà en el gènere de la natura morta de flors (n. 1664).[7]